# Daïra d'Ouled Attia
La daïra d'Ouled Attia est une circonscription administrative algérienne située dans la wilaya de Skikda. Son chef-lieu est situé sur la commune éponyme d'Ouled Attia.

## Communes
La daïra est composée de trois communes: 
- Ouled Attia
- Kheneg Mayoum
- Oued Zehour